# Bruch bei Stettfeld
Das Naturschutzgebiet Bruch bei Stettfeld liegt auf dem Gebiet der Gemeinde Ubstadt-Weiher im Landkreis Karlsruhe in Baden-Württemberg.
Das Gebiet erstreckt sich südwestlich von Stettfeld und östlich von Weiher, beide Ortsteile von Ubstadt-Weiher. Östlich verläuft die B 3 und nordöstlich die Landesstraße L 552. Durch das Gebiet hindurch fließt der Kraichbach.
Der Kraichbach soll im Rahmen des Hochwasserschutz- und Ökologieprojekt Ubstadt-Weiher im Bereich des Naturschutzgebiets Bruch durch Rückversetzung der Dämme renaturiert werden.

## Schutzzweck
Schutzzweck ist laut Schutzgebietsverordnung die Erhaltung der weitläufigen, nassen und wechselfeuchten Schilf-, Seggen- und Wiesenflächen sowie der Gebüschbestände und des Erlenwaldes als Lebensraum von gefährdeten Pflanzen- und Tiergesellschaften sowie insbesondere als bedeutsames Vogelbrutgebiet.